# Acanthocephalus
Acanthocephalus là một chi thực vật có hoa trong họ Cúc (Asteraceae).

## Loài
Chi Acanthocephalus gồm các loài:
- Acanthocephalus amplexifolius
- Acanthocephalus benthamianus